# Kustrzyce
Kustrzyce is een plaats in het Poolse district  Łaski, woiwodschap Łódź. De plaats maakt deel uit van de gemeente Sędziejowice en telt 250 inwoners.

## Verkeer en vervoer
- Station Kustrzyce